# Zdislava de Lemberk
Zdislava de Lemberk (Křižanov, 1215 - Jablonné v Podještědí, 1er janvier 1252) est une mère de famille tchèque membre du Tiers Ordre dominicain reconnue sainte par l'Église catholique.

## Biographie
Zdislava est née aux environs de 1220 à Krizanov, dans une famille noble et érudite. Son père était burgrave de Brno et sa mère, Sibyla, venait d'un des plus importants creusets culturels de l'Europe occidentale de l'époque. Elle arriva en Bohême en compagnie de la fille de Philippe de Souabe qui deviendra l'épouse du roi Venceslas.
La petite Zdislava passa son enfance au château de Krizanov et à Brno, où elle fit de sérieuses études. Déjà attirée par la prière et la vie érémitique, elle quittait fréquemment le château pour passer de longues heures solitaires dans la campagne, où elle priait et méditait. Son souhait profond était d'entrer en religion.
Toutefois, elle dut se marier avec Havel de Lemberk, alors qu'elle n'avait que 15 ans. Son mari était un chevalier qui avait montré sa bravoure sur de nombreux champs de bataille, mais qui apportait aussi son soutien aux dominicains et à la construction de l'hôpital de Prague fondé par sainte Agnès de Bohême. De plus, il avait une profonde compréhension pour les activités caritatives de son épouse qu'il approuvait et ne cherchait pas à contrarier.
Zdislava eut quatre enfants. Avec l'aide de son mari, elle fit construire une église, non loin du château de Lemberk, à Jablonné v Podještědí, l'église Saint-Laurent, et un couvent pour les Dominicains. Elle-même entra dans l'ordre comme tertiaire.
Épuisée par une vie où elle s'était en permanence dévouée à sa famille et à tous les pauvres, elle s'éteignit en 1252. Elle avait à peine plus de 30 ans.

## Spiritualité - œuvres
Appelée la Mère des Pauvres, elle menait une vie très modeste, distribuant tout l'argent dont elle pouvait disposer. Elle accueillait avec une grande chaleur toutes les personnes nécessiteuses qui la sollicitaient, et était aimée de tous.
Elle possédait une grande force pour aider ceux qui souffraient, et pour les guérir. Un chroniqueur, Dalimil, disait d'elle : « Elle a ressuscité cinq morts, rendu la vue aux aveugles et guéri beaucoup de gens perclus et lépreux... ».
Actuellement encore, un grand nombre de pèlerins accourent à la crypte de l'église Saint-Laurent à Jablonne pour solliciter une guérison ou formuler un vœu. Et les nombreuses offrandes apportées en retour par les pèlerins témoignent de la confiance que tous lui portent encore.

## Vénération - souvenir

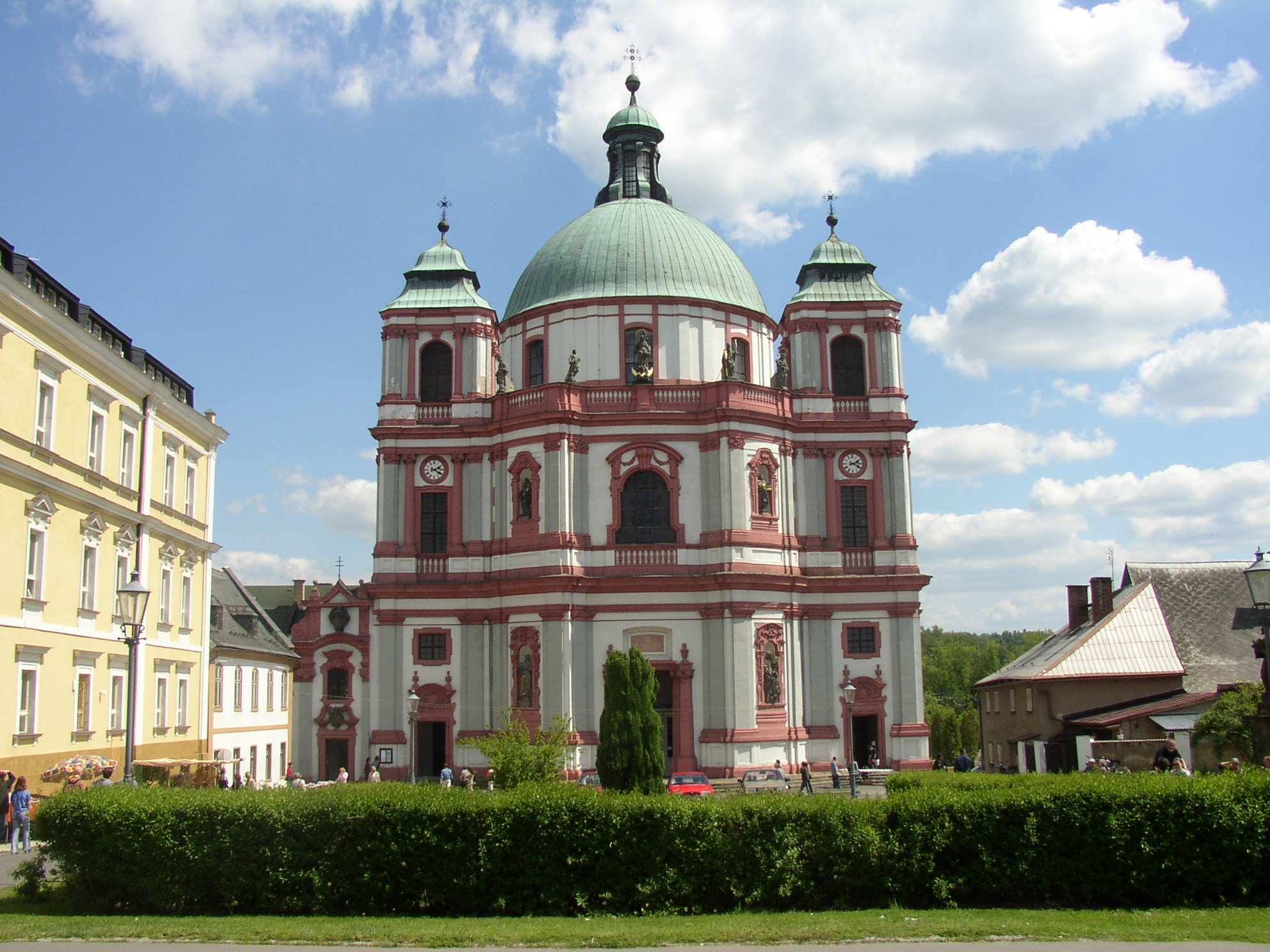
Basilique Saint-Laurent-Sainte-Zdislava à Jablonné v Podještědí.

Beaucoup d'œuvres baroques ont été consacrées à la vie de Zdislava. Son souvenir est particulièrement vivace dans l'église de Saint-Laurent à Jablonne (qui porte depuis la canonisation de Zdislava le nom de Saint-Laurent-et-Sainte-Zdilava).
Près du château de Lemberk où elle vécut, se trouve une fontaine qui porte son nom. Elle était réputée pour donner une eau miraculeuse. Les nombreux pèlerins qui s'y rendaient ont édifié une chapelle sur ce site en souvenir de la sainte.
Au château même de Lemberk, (XIIIe siècle), se trouve un musée consacré à sainte Zdislava, où l'on peut voir sa petite et modeste chambre.
En 1994, en vue de sa canonisation, l'ordre dominicain a commandé un oratorio intitulé Sainte Zdislava au compositeur Miloš Bok.

## Béatification - canonisation
- Zdislava a été béatifiée en 28 août 1907 par le Pape Pie X,
- et canonisée le 21 mai 1995 par le Pape Jean-Paul II à Olomouc. À cette occasion, ce dernier a dit : « Son exemple apparaît éminemment actuel surtout par rapport à la valeur de la famille qui, comme elle nous l'enseigne, doit être ouverte à Dieu, au don de la vie et aux besoins des pauvres. ». Elle a été canonisée le même jour que Jean Sarkander.
- Sa fête a été fixée au 1er janvier.

## Sources
- Éditorial de Radio Prague d'Astrid Hofmanova du 2 janvier 2002.